# Phyllomyza cavernae
Phyllomyza cavernae är en tvåvingeart som beskrevs av Johannes Cornelis Hendrik de Meijere 1914. Phyllomyza cavernae ingår i släktet Phyllomyza och familjen sprickflugor. Inga underarter finns listade i Catalogue of Life.